# Dmîtrivka, Orjîțea
Dmîtrivka (în ucraineană Дмитрівка) este un sat în comuna Lukimea din raionul Orjîțea, regiunea Poltava, Ucraina.

## Demografie
Componența lingvistică a localității Dmîtrivka
     Ucraineană (98,65%)
     Rusă (1,35%)
Conform recensământului din 2001, majoritatea populației localității Dmîtrivka era vorbitoare de ucraineană (98,65%), existând în minoritate și vorbitori de rusă (1,35%).